# Enon (robot)
Enon es un robot humanoide con una gran variedad de funciones. Fue desarrollado por las compañías Fujitsu Frontech Limited y Fujitsu Laboratories Ltd. y salió a la venta el 13 de septiembre de 2005. El robot es autónomo, tiene capacidad de reconocer su entorno y además una función que le permite hablar. Cuesta unos seis millones de yenes. Según la organización, Enon es un robot de servicio que puede ayudar en una gran variedad de tareas como brindar orientación, acompañar a los invitados, transportar objetos y patrullar la seguridad.

## Funciones

### Orientación y reconocimiento
Enon detecta a las personas y objetos que están enfrente de él. Además, puede proporcionar una variedad de información muy útil sobre estos, como los detalles del producto, además puede acompañar a los invitados a dónde deseen. Tiene diferentes formas de comunicarse, una es a través de su función de voz, pero también tiene un monitor LCD de panel táctil que ofrece imágenes visuales.
Enon visualiza el exterior gracias a sus cámaras gran angular en su cabeza que le permiten percibir personas u objetos a su alrededor, esto le permite moverse de forma autónoma mientras evita obstáculos. Esto lo hace extremadamente fácil de usar, ya que no hay necesidad de que se coloquen marcas especiales en los pisos o paredes de la ruta del robot como guías.

### Transporte de objetos
Enon puede transportar paquetes en un compartimento de almacenamiento interno en su torso y entregarlos . A través de la interconexión de la red, los usuarios pueden pedir que Enon entregue los objetos en un lugar específico. Puede transportar hasta 10 kilogramos en el compartimento de almacenamiento de su torso.

### Manejo de objetos
Enon tiene un brazo que le permite manejar objetos de hasta medio kilo.

### Seguridad
Tiene una función de vigilancia ya que es capaz de patrullar instalaciones siguiendo una ruta preestablecida, además tiene la capacidad de transmitir imágenes a una estación remota. Los usuarios pueden enviar solicitudes a Enon para dirigirle para ver sitios específicos.

## Trabajos realizados
Dependiente en grandes almacenes Jusco Park de Oita
Enon se comportó como un dependiente, se ocupaba de atender a los clientes con su función de voz y a través de su pantalla táctil. Entre sus funciones estaba la de acompañar a los clientes para ayudarles a encontrar lo que buscaban. El robot también retiraba la basura.
Guía en museo personal de Kyotaro Nishimur
Enon funciona como guía personal del museo, recibe a los visitantes, los guía en un recorrido a través del museo y los despide a la salida. Circula a una velocidad máxima de 3 Km/h gracias a un motor que mueve sus dos ruedas. Además es autónomo, no va dirigido. Lleva unos sensores de detección de obstáculos, para moverse de forma autónoma sin ir tirando los obstáculos que se encuentra en el museo.
Enon también puede hacer gestos para indicar a los visitantes, pero muy simples, ya que sólo puede girar los hombros, los codos y el cuello. Además cuenta con una amplia variedad de expresiones. Los diodos emisores de luz (LED) en el área de los ojos y la boca de la cara le permiten expresarse.
Puede comunicarse en japonés (también puede reconocerlo), inglés, chino y coreano. También puede transportar objetos (como mucho de 10 kilos de peso) y hacer de vigilante cibernético, gracias a las seis cámaras que lleva en su cabezota, cuyas imágenes pueden ser transmitidas por Wi-Fi. 